# Tenori-On
Tenori-On - instrument muzyczny firmy Yamaha składający się z 16x16 macierzy diod LED, które zarazem są przełącznikami pozwalającymi na zmianę tempa i rytmu tworzonej  muzyki. 
Urządzenie zawiera podkłady i ścieżki muzyczne z możliwością regulacji wysokości dźwięku i trybu odtwarzania. Intuicyjny interfejs pozwala na zabawę zarówno obrazem, jak i dźwiękiem, które uzupełniają się nawzajem. Tenori-On wyposażone jest w 6 różnych rodzajów gry oraz tryby głosu i świateł dla większej wszechstronności urządzenia. Tryby te mogą być łączone i używane równocześnie dla bogatszej, złożonej muzycznej ekspresji.
Warstwy Tenori-On mogą być postrzegane jako "części nagrań" albo "ścieżki nagrania". Urządzenie ma ich 16. Oddzielne zapisy i głosy mogą być stosowane do każdej warstwy i grane razem w synchronizacji. 16 warstw jest podzielone na 6 trybów odgrywania, które mają różne zapisy wejścia i tryb pracy. Dla pełniejszego wyrażenia muzycznego można zmieszać aż 16 warstw z różnymi trybami odtwarzania.
Kompletny zestaw 16 warstw nazwany jest blokiem. Tenori-On może pomieścić w pamięci do 16 zaprogramowanych bloków (16 grup warstw), które można przełączać z bloku na blok podczas grania. Można np. stworzyć kompozycję muzyczną na jednym bloku, później skopiować ją na inny blok i edytować ją, żeby utworzyć odmianę oryginalnej kompozycji. Istnieje również możliwość załadowania z karty pamięci SD stworzonych wcześniej kompozycji do każdego bloku z osobna i przełączania ich między sobą w celu stworzenia czegoś nowego podczas grania z playbacku.